# Katrine Dirckinck-Holmfeld
Katrine Dirckinck-Holmfeld (født 1981) er en dansk billedkunstner, uddannet fra Det Kgl. Danske Kunstakademi 2008. Ph.d. fra Institut for Kunst og Kulturvidenskab ved Københavns Universitet (2015). Katrine Dirckinck-Holmfeld var leder af Institut for Kunst, Skrift og Forskning ved Kunstakademiets billedkunstskoler (2019 - 2020), hvor hun også var postdoc (2016-2020).
I 2020 stod Dirckinck-Holmfeld frem i Deadline og tog ansvaret for sænkningen af en gipsbuste af Frederik V i havneløbet i København. Busten havde stået i Festsalen på Det Kgl. Danske Kunstakademi, hvor Dirckinck-Holmfeld var lektor. Dirckinck-Holmfeld beskrev aktionen som en kunstnerisk happening, der skulle gøre opmærksom på Danmarks rolle i kolonitiden og den transatlantiske slavehandel. Aktionen fremkaldte omfattende debat. Morten Messerschmidt kaldte Dirckinck-Holmfeld for “skør i bolden" og hun blev meldt til politiet for hærværk. Dirckinck-Holmfeld blev efterfølgende fyret og rektor på det Kgl. Danske Kunstakademi, Kirsten Langkilde, trak sig fra sin stilling.
I april 2024 indgik Akademiraadet og Dirckinck-Holmfeld et forlig, der indebar, at sidstnævnte betaler 44.350 kroner, den pris en genskabelse af replika-busten ville koste. Akademiraadet tilføjer i deres pressemeddelelse, at politianmeldelsen ved anklagemyndigheden dermed trækkes tilbage.